# Пассу Сар
Пассу Сар (урду پسو سر‎, англ. Passu Sar) — горная вершина в Каракоруме высотой 7476 метров на территории Гилгит-Балтистана в Пакистане.

## Физико-географическая характеристика
Вершина Пассу Сар расположена в западной части горной системы Каракорум в административной территории Пакистана Гилгит-Балтистан в округе Хунза. Высота вершины Пассу Сар составляет 7476 метров над уровнем моря.
Родительской вершиной по отношению к вершине Пассу Сар является пакистанская вершина Батура VI высотой 7531 метров, расположенная приблизительно в 5 километре на запад-северо-западе. Нижняя точка между двумя вершинами расположена на высоте 6831 метров, таким образом, относительная высота вершины Пассу Сар составляет 645 метров.

## История восхождений
Не существует консенсуса по поводу точной даты первого восхождения на вершину Пассу Сар.
По одной версии, первое восхождение на вершину Пассу Сар было совершено членами пакистано-японской экспедиции в 1978 году. Один из членов экспедиции, японец Тосио Такахаси, погиб при спуске, провалившись в трещину.
По другой версии, первое восхождение на вершину Пассу Сар совершили немецкие альпинисты Дирк Науманн, Ральф Леманн, Фолькер Вурниг и Макс Валльнер 7 августа 1994 года. Подъем и спуск был совершён большей частью на лыжах. Штурм был осуществлён из лагеря на высоте 6000 метров, путь до вершины занял у альпинистов около 13 часов.